# Herb Mołdawii

Herb Mołdawii

Herb Mołdawii przedstawia brązowego orła mającego na piersi tarczę herbową z mołdawskim turem. Orzeł według autora herbu ma wskazywać na romańskie pochodzenie Mołdawian. W dziobie orzeł trzyma krzyż, w heraldycznie prawostronnej łapie dzierży gałązkę, a w lewostronnej berło. Jest to oficjalny herb Mołdawii, który znajduje się także na mołdawskiej fladze.
Herb Hospodarstwa Mołdawskiego przedstawiał bawolą głowę z gwiazdą między rogami, po bokach której umieszczone są słońce i półksiężyc. Po raz pierwszy herb ten został użyty na monetach i pieczęci hospodara Piotra I Muszata w 1387 r. Herb ten stał się symbolem Hospodarstwa Mołdawskiego i był w użyciu do 1858 r. Wszedł też do herbu Zjednoczonych Księstw Mołdawii i Wołoszczyzny (1859-1866), był też jednym ze składników wielopolowego herbu państwa rumuńskiego w latach 1866–1947. Obecnie funkcjonuje w herbach Republiki Mołdawii (od 1990 r.) i Rumunii (od 1992 r., jako symbol zachodnich ziem historycznej Mołdawii wchodzących od 1866 r. w skład Rumunii).

Pieczęć Piotra I Mushata. 1387
Pieczęć Stefana Wielkiego, 1457–1504
Herb z pieczęcią Stefana Wielkiego, 1457–1504
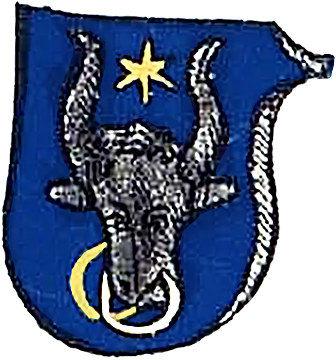
Województwo wołoskie. 1506
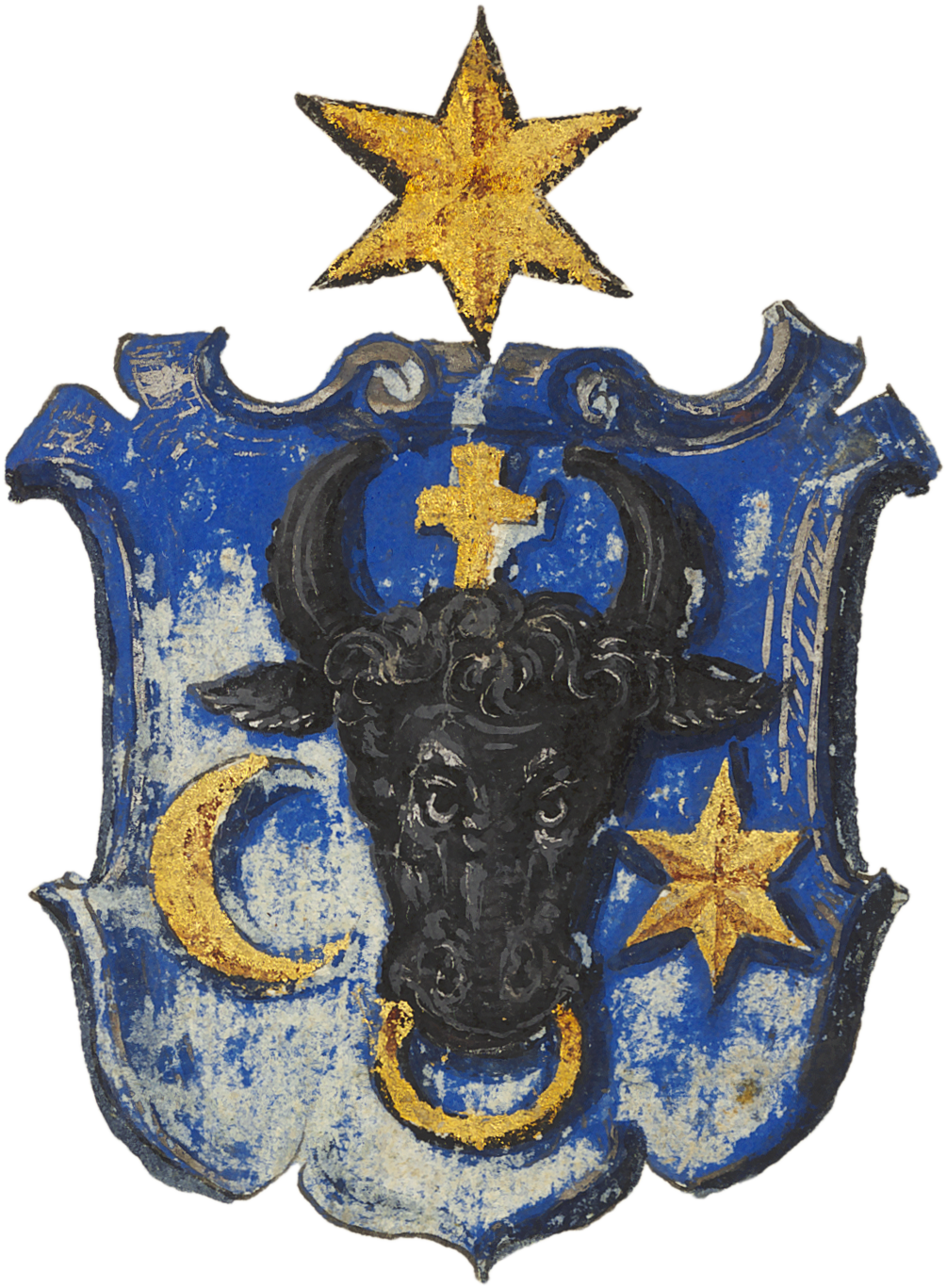
Herb Despota Voda. 1561
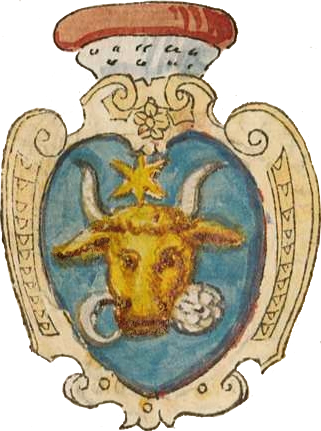
Herb z niemieckiego herbarza. Około 1586
Bazyli Lupu. 1643
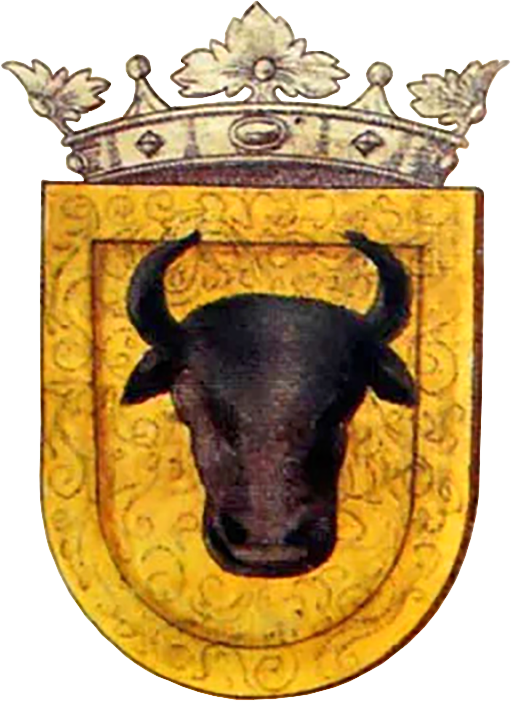
Herb. 1702
Herb. 1849
Herb. 1855
Herb guberni besarabskiej w latach 1873–1917
Herb Mołdawskiej Republiki Demokratycznej w latach 1917–1918
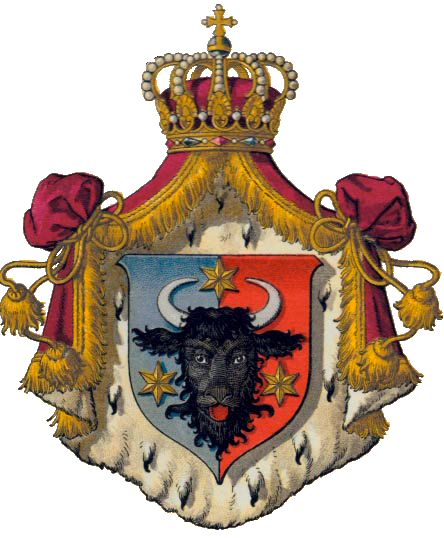
Herb Księstwa Bukowiny w latach 1849–1918
Herb Rumunii z 1992 r. uwzględniający herb Mołdawii jako symbol zachodnich ziem historycznej Mołdawii w składzie Rumunii
Mały herb. 2013 r.